# Sanja Medić
Sanja Medić (Belgrado, 7 maart 1974) is een Servisch-Nederlands fotografe en installatiekunstenares.

## Biografie

### Jeugd en opleiding
Medić werd geboren in Joegoslavië en verhuisde op haar elfde met haar gezin naar Nederland. Ze ging in 1995 studeren aan de Academie voor Beeldende Kunsten in Utrecht en aansluitend aan de Koninklijke Academie van Beeldende Kunsten in Den Haag. Daarna ging zij naar het Frank Mohr Instituut in Groningen en vervolgens naar de Rijksakademie van Beeldende Kunsten in Amsterdam.

### Loopbaan
Medić is na haar opleidingen werkzaam in Amsterdam. Ze creëert twee- en driedimensionale werken met dunne lijnen. Ze maakt kunstwerken voor de openbare ruimte. Zo maakte ze een videoprojectie in het parlementsgebouw in Den Haag en ontwierp ze het interieur in de wachtkamer van station Breukelen. Ook maakte ze een keramische gevel voor de openbare bibliotheek in Amsterdam. Ze maakt daarnaast ook collages, foto's en tekeningen en permanente kunst voor het Fries Museum in Leeuwarden. Ze maakte ook werk voor Arti et Amicitiae in Amsterdam. In 2004 ontving ze de W.F.C. Uriôt-prijs van de Rijksakademie van beeldende kunsten.
Sanja Medić is sinds 2018 docente beeldhouwkunst aan de Koninklijke Academie van Beeldende Kunsten in Den Haag.

## Werken
- 2006 De boekenkast, Amsterdam
- 2011 De Reiziger, Breukelen
- 2014 Monument voor Oostkapelle, Oostkapelle
- 2016 De Stuiter, Zoetermeer
- 2016 Rollenjagers, Utrecht
- 2023 Revisiting the cullinan, Amsterdam